# Lago di Valagola
Der Lago di Valagola (deutsch Valagolasee) ist ein kleiner Bergsee im Trentino, Italien. Er liegt an der Westseite der Brentagruppe in den Inneren Judikarien im Naturpark Adamello-Brenta.

## Entstehung und Geographie
Der Lago di Valogala befindet sich im oberen Talabschluss des gleichnamigen Tales, etwa 4 km östlich von Pinzolo und etwa 10 km südöstlich von Madonna di Campiglio. Er ist an seiner Ostseite von den Ausläufern der Fracingli-Gruppe eingegrenzt und im Westen vom 2101 m hohen Dos del Sabion oder Monte Sabion.
Der auf drei Seiten von Tannenwald umgebene See wird vom Schmelzwasser der Kargletscher in der Brentagruppe gespeist. Am Südende befinden sich die Almflächen der Valagola-Alm. Hier befindet sich mit dem Rio Valagola auch der Abfluss des Sees, einem linken Nebenfluss der Sarca di Campiglio.
Die blaue bis grüne Farbe des Sees ist durch die zahlreichen Algen und Wasserpflanzen bedingt. Letztere erhalten ihr Nährstoffezufuhr durch das Vieh der nahen Alm, so dass der See eine starke Eutrophierung aufweist.
Der See entstand, nach dem sich Wasser hinter den Resten einer Moräne auf einer Mergelschicht ansammelte.

## Fischfauna
Im Lago di Valagola kommen Elritzen und Regenbogenforellen vor. Letztere wurden zu Ende der 1950er und zu Beginn der 1960er Jahre mehrmals im Valagolasee ausgesetzt.